# Magnus Petersson
Magnus Petersson (n. 17 iunie 1975, Göteborg, Suedia) este un arcaș ce a reprezentat Suedia, medaliat olimpic. A participat la 4 ediții ale Jocurilor Olimpice (1996, 2000, 2004, 2008) în care a câștigat o medalie de argint.